# Максим Евгенијевић
Максим Евгенијевић (Ужице, 1795—Велики Бечкерек, 1877) био је трговац и један од вођа српског народног покрета у Великом Бечкереку током Револуције 1848—1849. године.

## Биографија
Максим Евгенијевић (али и Евгеновић) је рођен 1795. године у Ужицу. Почео је 1807. године учити занат код једног земунског терзије Јевреја. Као један од учесника Првог српског устанка, после његовог слома, повукао се 1813. године преко Дунава у Панчево, где је живео до 1822. године. Затим се преселио у Перлез, где се успешно бавио трговином свињама, од чега је стекао знатан капитал. Пре женидбе, извесно време се бавио трговином и у Орловату. Јавља се 1826. године као трговац у Перлезу, а претплатник Летописа српског. Био је неколико година царски и краљевски солар у Перлезу (1829-1830), и од те државне привилегије се обогатио.. Бављењем трговином постао је један од најимућнијих Срба у јужном Банату. У Перлезу и Бечкереку поседовао је више стотина јутара земље и од 1847. живео је у Бечкереку. Попут других богатих Срба из тог града жртвовао је своје богатство током Мађарске буне 1848-1849. године. Његов посинак Стефан којем је препустио радњу је касније изгледа упропастио Максимово имање.
Био је он ожењен са Алком, која је након његове смрти почетком 1878. године поклонила православној цркви у Перлезу, сребрно кандило. Портретисао је супружнике Максима и Алку 1844. године, академски живописац Живко Петровић, и ти портрети су у Народном музеју у Београду.
Као виђен и поштован човек и близак пријатељ Стевана Книћанина приступио је српском народном покрету 1848. године. Одржавао је и до тада личне и пословне везе са Србима из Кнежевине Србије. Био је један од четири делегата (из Великог Бечкерека) у оквиру делегације предвођене патријархом Рајачићем, која је требало да 26. марта 1848. године иду у Инзбрук, на договоре са аустријским царем Фердинандом V. Како је имао посед и стоку на паши и у Перлезу, ту се и бавио и био посредник између Банаћана и Србијанаца. Као учесник Првог српског устанка имао је ратничко искуство и покушавао је да помогне у организацији. За перлески војни логор под командом Дракулића, у лето 1848. године поклонио је 60 својих (али и ортачких) волова дотераних из Бечкерека, за исхрану српских добровољаца. Био је народни комесар - снадбевач тог српског војничког логора, и мешао се у руковођење и био у сукобу са народним пуковником Дракулићем. Чак је у Панчеву физички напао патријарха Рајачића што није сменио тог неспособног команданта, и тако спречио перлеску катастрофу. Његову имовину у Великом Бечкереку је иначе тамошња власт конфисковала због његове "велеиздаје", и тајно продала за 19.000 ф. неким Јеврејима и Швабама. У Српском народном одбору који је био формиран у Великом Бечкереку, одмах по уласку српске војске, постао члан његовог „Финанцијалног одељења”  Био је Максим одређен да изврши попис напуштене имовине становника немачког кварта у Бечкереку, да би иста заштитила од пљачке.
Максим је био велики љубитељ књижевности, скупљач претплате и купац великог броја књига и часописа. Јавља се 1826. године као претплатник "Сербског летописа", у Великом Бечкереку, као трговац из Перлеза. Приложио је као трговац перлески пре 1847. године, Матици српској 5 ф. за њене циљеве. Претплатио се Максим 1870. године у Великом Бечкереку, на омладинско гласило "Млада Србадија". Имао је велику и вредну библиотеку књига која је 1905. године изгорела у пожару. Саставио је и своју аутобиографију, која је објављена у Пешти.
Одржавао је везу са завичајем, и у родном Ужицу основао је Фонд за просвећивање. Умро је 1877. године осиромашен, у Великом Бечкереку.